# Pulse 2: Afterlife
Pulse 2: Afterlife (La puerta de los muertos 2 en Hispanoamérica, Conexión 2 en España) es una película de terror dirigida por Jim Sonzero y Joel Soisson y protagonizada por Jamie Bamber, Noureen DeWulf y Laura Cayouette. Es la secuela de la película Pulse (2006).

## Sinopsis
El mundo ha sido invadido por fantasmas gracias al Internet sin cables. Las ciudades están desiertas, la tecnología ha sido destruida y los pocos humanos que quedan evitan cualquier contacto con un artefacto eléctrico, para eludir enfrentarse con los fantasmas que vagan por el planeta. La mayoría de los fantasmas están condenados a revivir una y otra vez lo que hicieron antes de dejar de ser seres humanos, pero algunos fantasmas se niegan a ello, pues no saben que están muertos y continúan frecuentando sus hogares.

## Reparto
| Actor / Actriz       | Personaje             |
| -------------------- | --------------------- |
| Jamie Bamber         | Stephen               |
| Georgina Rylance     | Michelle              |
| Karley Scott Collins | Justine               |
| Diane Ayala Goldner  | Mrs. Sorenstram       |
| Rachel Robinson      | Alley Victem          |
| Dodie Brown          | Alley Phantom         |
| Claudia Templeton    | Lisa                  |
| Lee Garlington       | Aunt Carmen           |
| Boti Bliss           | Marta                 |
| Robin McGee          | Hutch                 |
| Grant James          | Uncle Pete            |
| Vincent Rice         | Storeroom Phantom     |
| Kent Jude Bernard    | Gas Station Attendant |
| Laura Cayouette      | Amy                   |
| William Prael        | Cliff                 |

## Argumento
Stephen y Michelle son dos padres divorciados que inician una frenética búsqueda para encontrar a su hija pequeña en un mundo desolado que ha sido invadido por unos fantasmas que han surgido a través de las redes inalámbricas de Internet.
Las ciudades están desiertas, la tecnología ha sido destruida y los pocos humanos rehúsan utilizar cualquier cosa eléctrica para evitar un nuevo enfrentamiento con los fantasmas que deambulan por el planeta.

## Secuela
Una secuela fue estrenada directamente en video el 23 de diciembre del 2008: Pulse 3: Invasion.